# Кашубија
Кашубија (кашуп. Kaszëbë, пољ. Kaszuby) језичка је област у источној Померанији (Померелија) регија на северозападу Пољске. Налази се западно од града Гдањска и ушћа реке Висле, насељена је Кашубима, народом који припада западнословеној групи словенских народа.
- Кашубија подељена по кашупским дијалектичким областима
- Кашубија